# Фанданго

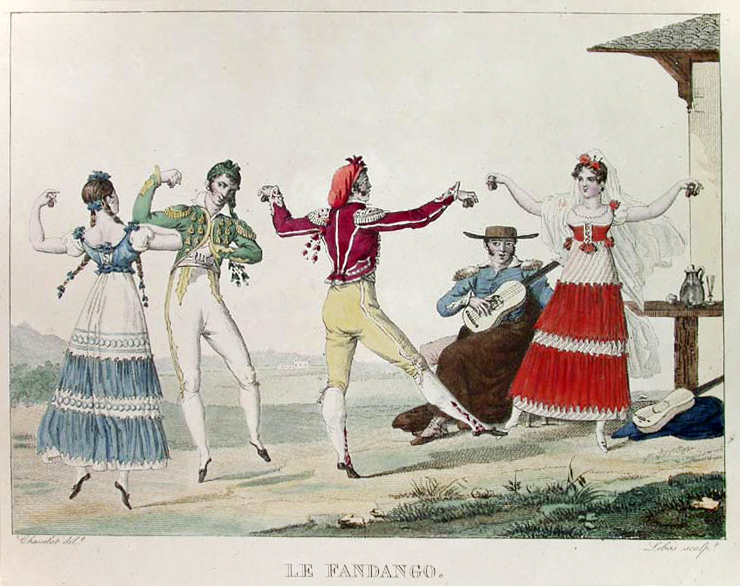
П'єр Шасла, Франція (Pierre Chasselat (1753-1814), Фанданго, ілюстрація до збірки про танці Густава Дюгазона, початок 1810 рр.

Фанданго (ісп. fandango) — іспанський народний танець (розміри 3/4, 6/8), що виконується в парі під спів Фанданго в супроводі гітари і кастаньєт.
Відомий з XVII ст., коли танець почав поширюватися від Андалусії і Естремадури до Астурії, Країни Басків, а також на захід Іспанії, до Португалії та Америки. На початку XIX ст. фламенко перейняло деякі риси андалусійского фанданго, таким чином з'явилося «фанданго в стилі фламенко» (fandangos aflamencaos), зараз є одним з основних ритмів фламенко.
Одним з варіантів фанданго є танець малагенья.

## Фанданго в класичній музиці
- Крістоф Віллібальд Глюк (Дон Жуан, 1761)
- Моцарт (Весілля Фігаро, 1786)
- Антоніо Солер (Фанданго для клавесина)
- Микола Римський-Корсаков (Іспанське капричіо, 1887)
- Ісаак Альбеніс (Малага, з сюїти Іберія, 1905-1908)
- Енріке Гранадос (El Fandango del candil і Serenata del espectro, з сюїти Goyescas, 1912-1914)
- Луїджі Боккеріні (Quinteto de cuerda con guitarra Del Fandango, G.448)

## Цікаві факти
У файлі жаргону (відомому також як «Словник гакера») згадується жартівливий термін «фанданго на осердях» (англ. fandango on core), що стосується краху комп'ютерної програми, спричиненого некоректним зверненням до деяких областей пам'яті машини.